# Scyphax ornatus
Scyphax ornatus là một loài chân đều trong họ Scyphacidae. Loài này được Dana miêu tả khoa học năm 1853.